# Stiekolnyj (stacja kolejowa)
Stiekolnyj (ros. Стекольный) – węzłowa, towarowa stacja kolejowa w lasach, w rejonie tośnieńskim, w obwodzie leningradzkim, w Rosji. Położona jest na kolejowej obwodnicy Petersburga, w oddaleniu od osad ludzkich.